# Killer on Board
Killer on Board (titulado: El asesino está a bordo en España y Asesino a bordo en Venezuela) es un telefilme estadounidense de drama de 1977, dirigido por Philip Leacock, escrito por Sandor Stern, musicalizado por Earle Hagen, en la fotografía estuvo William Cronjager y los protagonistas son Claude Akins, Patty Duke y Len Birman, entre otros. Este largometraje fue producido por Lorimar Productions y se estrenó el 10 de octubre de 1977.

## Sinopsis
Este largometraje trata acerca de un crucero en el que los turistas están con mucho miedo, ya que un virus letal mató a varios pasajeros y tripulantes.